# Estación de Palencia
Estación de Palencia vasútállomás Spanyolországban, Palencia településen.

## Vasútvonalak
Az állomást az alábbi vasútvonalak érintik:
- Palencia–Santander-vasútvonal
- Venta de Baños-Gijón-vasútvonal

## Kapcsolódó állomások
A vasútállomáshoz az alábbi állomások vannak a legközelebb:
- Estación de Aguilar de Campoo
- Estación de Venta de Baños